# Légi csibészek
A Légi csibészek (eredeti cím: Lift) 2024-es amerikai filmvígjáték, melyet Daniel Kunka forgatókönyvéből F. Gary Gray rendezett. A főbb szerepekben Kevin Hart (producerként is közreműködött), Gugu Mbatha-Raw, Vincent D’Onofrio, Úrsula Corberó, Billy Magnussen, Jacob Batalon, Jean Reno és Sam Worthington látható.
2024. január 12-én jelent meg a Netflixen. Eredetileg 2023. augusztus 25-én tervezték bemutatni, azonban a 2023-as amerikai SAG-AFTRA sztrájk miatt elhalasztották.

## Cselekmény
Cyrus Whitaker mestertolvajt és bandáját börtön fenyegeti, de az Interpol alkut ajánl nekik. Rövid határidővel félmilliárd dollár értékű aranyrudakat kell ellopniuk, hogy egy gátlástalan és szadista gengszterfőnök ne adja át őket egy terrorista hacker-szindikátusnak.
A feladat elemzése után rájönnek, hogy erre a puccsra csak egyetlen ígéretes lehetőség van: 10 ezer méteres magasságban, miközben a több tonnás aranyat légi úton szállítják a London és Zürich közötti viszonylag rövid útvonalon.

## Szereplők
| Szerep         | Színész           | Magyar hang       |
| -------------- | ----------------- | ----------------- |
| Cyrus Whitaker | Kevin Hart        | Csőre Gábor       |
| Abby Gladwell  | Gugu Mbatha-Raw   | Nemes Takách Kata |
| Huxley         | Sam Worthington   | Széles Tamás      |
| Denton         | Vincent D’Onofrio | Berzsenyi Zoltán  |
| N8             | Jacob Batalon     | Szvetlov Balázs   |
| Camila         | Úrsula Corberó    | Dobó Enikő        |
| Jörgensen      | Jean Reno         | Szilágyi Tibor    |
| Cormac         | Burn Gorman       | Kaszás Gergő      |
| Harry          | David Proud       | Vida Péter        |
| Luke           | Viveik Kalra      | Kékesi Gábor      |
| Magnus         | Billy Magnussen   | Markovics Tamás   |
| Mi-Sun         | Yun Jee Kim       | Sipos Eszter Anna |

## Fordítás
- Ez a szócikk részben vagy egészben  a   Lift (2024 film) című angol Wikipédia-szócikk fordításán alapul.  Az eredeti cikk szerkesztőit annak laptörténete sorolja fel. Ez a jelzés csupán a megfogalmazás eredetét és a szerzői jogokat jelzi, nem szolgál a cikkben szereplő információk forrásmegjelöléseként.